# Zopa
Zopa is een Engelse website waar particulieren geld kunnen lenen en uitlenen, het zogenaamde peer-to-peer lenen.
Zopa werd in 2005 gelanceerd voor inwoners van het Verenigd Koninkrijk. Een jaar later kwam Prosper op de Amerikaanse markt.